# 華拉倫加足球會
華拉倫加足球會（挪威語：Vålerenga Fotball）是一間位於奧斯陸的挪威足球球會，於1913年7月29日成立，球會的名稱來自奧斯陸的一个街区華拉倫加(Vålerenga)。直至2005年10月，華拉倫加的主場館是烏利華球場。烏利華球場也是挪威國家隊的主場館。而之前的場館位於Bislett stadion，除了舉辦足球賽事外，也舉行速度滑冰和田徑賽事，也是1952年冬季奧運會其中一個主場館。

## 歷史
華拉倫加的歷史要回到1898年成立的Fotballklubben Spark，這是Idrettslaget Spring的先驅者，在1913年7月29日成立，後來把名稱改為Vaalerengens Idrættsforening。Vålerengen(華拉倫加早期的名稱)在1937年挪威足球超級聯賽成立前，曾四次勝出奧斯陸冠軍球會。而在1948/49年賽季，華拉倫加以第二名完成。
在1965年，華拉倫加第一次贏得挪威足球超級聯賽冠軍。但到了八十年代，光輝歲月才開始。在這十年間，華拉倫加贏得三次聯賽冠軍和一次挪威杯冠軍。而他們也在聯賽中有兩次挪威杯第二和一次在1985年得到的聯賽第三名。
在1990年，經過連續14季留在超聯作賽後，華拉倫加終於要降至甲級參賽。而在1992年賽季，華拉倫加接近降至乙組邊緣。，但憑著最後一輪比賽作客以3-0擊敗Eik-Tønsberg，才得以留級。到了1994年，華拉倫加重回超聯參賽，但到了1996年再次降班，而在1997年，華拉倫加以贏得甲級冠軍和挪威杯冠軍而再一次回到超聯作賽。在整個九十年代，華拉倫加只是逗留在超聯數季，而2000年賽季，華拉倫加在留級附加賽輸給桑恩達，而又降至甲級。到了2002年，華拉倫加才回到超聯參賽。
到了2003年賽季，華拉倫加表現十分差勁，他們在聯賽排倒數第三，需參與留級附加賽。幸好華拉倫加首回合成客打和0-0，次回合主場5-3勝辛迪夫佐特，結果得以留級。
華拉倫加在2004年賽季反彈得挺凌厲，也給洛辛堡爭奪聯賽冠軍極大的壓力。不過在最後一輪比賽，即使華拉倫加以3-0大勝史達比克，但洛辛堡也以4-1大勝利恩，而令華拉倫加屈居亞軍。在分數和得失球差上，華拉倫加和洛辛堡相同，不過華拉倫加比洛辛堡少進12球，而令洛辛堡成功衛冕。
而在2005年賽季，洛辛堡表現大為失準，似乎華拉倫加會由頭領放到底。在強勁的開季表現後，新升班的史達，也以優異表現和華拉倫加激烈地競爭聯賽冠軍，兩隊一直鬥至最後一輪聯賽。在10月29日，上季的情況於今季重演。當時史達和華拉倫加同分，而史達則擁有較佳的得失球差。在最後一比賽，史達主場對費德列斯達，而華拉倫加則作客對奧特格寧蘭。球賽開始後，全挪威都為這兩隊球隊緊張。當時對費德列斯達來說，如果他們輸掉這場比賽，他們就要降班。不過費德列斯達以3-1擊敗史達，而華拉倫加則以2-2賽和奧特格寧蘭。華拉倫加以一分之微，在相隔21年後，再一次奪得聯賽冠軍，同時也打破了洛辛堡壟斷聯賽13年的局面。

## 聯賽歷史
| 賽季 | 聯賽             | 賽 | 勝 | 和 | 負 | 得 | 失 | 分 | 名次  | 注                            |
| ---- | ---------------- | -- | -- | -- | -- | -- | -- | -- | ----- | ----------------------------- |
| 2008 | 挪威足球超級聯賽 | 26 | 8  | 6  | 12 | 31 | 37 | 30 | 10/14 |                               |
| 2007 | 挪威足球超級聯賽 | 26 | 10 | 6  | 10 | 34 | 34 | 36 | 7/14  |                               |
| 2006 | 挪威足球超級聯賽 | 26 | 13 | 5  | 8  | 43 | 28 | 44 | 3/14  |                               |
| 2005 | 挪威足球超級聯賽 | 26 | 13 | 7  | 6  | 40 | 27 | 46 | 1/14  | 聯賽冠軍                      |
| 2004 | 挪威足球超級聯賽 | 26 | 13 | 9  | 4  | 40 | 22 | 48 | 2/14  |                               |
| 2003 | 挪威足球超級聯賽 | 26 | 6  | 10 | 10 | 30 | 33 | 28 | 12/14 | 於附加賽贏辛迪夫佐特          |
| 2002 | 挪威足球超級聯賽 | 26 | 7  | 12 | 7  | 38 | 31 | 33 | 8/14  |                               |
| 2001 | 挪威足球甲級聯賽 | 30 | 19 | 8  | 3  | 71 | 29 | 62 | 1/16  | 升班                          |
| 2000 | 挪威足球超級聯賽 | 26 | 5  | 9  | 12 | 32 | 44 | 24 | 12/14 | 於附加賽輸給Sogndal而降至甲級 |

## 顏色
在1913年，華拉倫加的球衣是苔蘚綠。到了1914年，華拉倫加和挪威國營鐵路公司一同使用紅色和藍色的球衣。自此之後，紅色和藍色就成為了華拉倫加的官方顏色。
而在2006年賽季，華拉倫加的作客球衣會使用白色球衣，而球衣會帶點苔蘚綠。

## 主場館
華拉倫加是唯一一支挪威頂級球會沒有自己的主場館。現在使用的烏利華球場是與挪威足球協會和同市球會利恩共同擁有。
由六十年代至八十年代，和九十年代末期一段短時間，Bislett stadion是華拉倫加的主場館。該球場差劣的狀況和維護費用迫使華拉倫加搬遷至現在的烏利華球場，和利恩共用。 
在華拉倫加撤出Bislett stadion的計劃實行後，會方開始構想新的自家主場館。但球隊差劣表現和財政問題，令計劃一直無法實行。而在2004年賽季得到第二名和2005年賽季得到冠軍後，再加上商人約翰·弗雷德里克森在2003年減免了球會的負債後，興建新主場的計劃重新實行。原先建議在Bjørvika，位於奧斯陸市中心的未來歌劇院的隔鄰。不過該計劃只得到少量的奧斯陸市議會議員支持。而最有可能落實的方案，分別位於東部的Ensjø，接近華拉倫加位於Valle-Hovin的訓練場地，和於奧斯陸中央車站路軌上蓋興建。

## 支持者
奧斯陸最大的兩間球會利恩和華拉倫加，以華拉倫加比較多支持者。華拉倫加能吸引比利恩多超過一倍的人群觀看球賽。而在2005年賽季，華拉倫加主場每場平均入場人數有15,658人，只是比洛辛堡少。
華拉倫加主要的球迷會Klanen (the Clan，中文解「姓氏」)於1991年5月5日成立，大約在全挪威有14,000名會員，是挪威最大的球迷會。Klanen被視為有史以來挪威最佳的球迷會，有些人稱該球迷會為「挪威最佳的男聲歌詠團」，因為他們慶祝時的歌聲和合群性，比其他球迷會都好。而會歌和口號通常都把矛頭指向同市球會利恩和「農夫」(所有在奧斯陸以外居住的人都被他們視為農夫)。而球衣號碼12是留給球迷會使用的。

## 著名球員
- 貝治
- 布軒倫（英语：Lars Bohinen）
- 卡魯
- 艾法臣（英语：Steffen Iversen）
- 奧臣（英语：Egil Olsen）
- 安達臣

## 榮譽
- 挪威足球超級聯賽:
  - 冠軍(5): 1965、1981、1983、1984、2005
  - 亞軍(2): 1949、2004

- 挪威盃:
  - 冠軍(3): 1980、1997、2002
  - 亞軍(2): 1983、1985

- 挪威超級盃:
  - 亞軍(1): 2009

- 奧斯陸冠軍賽:
  - 冠軍(4): 1927、1932、1933、1934
  - 亞軍(2): 1935、1936

## 紀錄
- 超級聯賽最大勝仗: 8-0 對Lisleby F。K。 1951年
- 逗留超級聯賽最長紀錄: 14季(1977-1990)
- 1963年起最多亮相球員: Lasse Eriksen， 157場(1982-1990)
- 正規比賽中最多入球球員: Einar “Bruno” Larsen， 99球(1957-1968)
- 最多入場人數: 烏利華球場， 2005年10月23日。2005年賽季最後一場主場賽事，對洛辛堡， 24894 人

(數字截至2005年10月30日)

## 外部連結
- 官方網站 （页面存档备份，存于）
- Vålerenga Fotball På Nett - 非官方新聞和觀點網站 （页面存档备份，存于）
- Klanen， 非官方球迷會網站 （页面存档备份，存于）
- 101% - 球迷網站
- Stang Ut!! - 球迷網站 （页面存档备份，存于）
- I Er Sjef - 圖片和影片 （页面存档备份，存于）
- 丹麥人球迷會網站 （页面存档备份，存于）
- Sjappa - 球迷商店 （页面存档备份，存于）
- Vål'enga Magasin - 雜誌 （页面存档备份，存于）
- Enga Mobile - 手提電話內容[永久]